# Seclì
Seclì est une commune italienne de la province de Lecce, dans la région des Pouilles.

## Administration
| Période                                  | Période  | Identité             | Étiquette       | Qualité |
| ---------------------------------------- | -------- | -------------------- | --------------- | ------- |
| 08/06/2009                               | En cours | Luigi Fernando Negro | (liste civique) |         |
| Les données manquantes sont à compléter. |          |                      |                 |         |

### Communes limitrophes
Aradeo, Galatina, Galatone, Neviano.